# 英吉沙战役
英吉沙战役是1934年新疆战争中的一場戰役。最終中央陆军新编第三十六师戰勝東突厥斯坦伊斯蘭共和國的軍隊，取得決定性勝利。
1934年4月，马占仓與馬福元领导的新編第三十六師攻打盘踞在英吉沙县的東突残余力量。
葉爾羌戰役中东突厥斯坦伊斯蘭共和國遭到新三十六師猛烈攻擊，沙阿鐵木爾伯克與埃米尔阿不都拉·布格拉被擊斃、頭被砍了下來並公開展示，於是努尔·阿合买提江·布格拉帶著维吾尔族與柯尔克孜族叛軍士兵往英吉沙縣方向逃亡，但還是被新三十六師追上。
在戰役結束後，新三十六師最終剿滅500名東突叛軍士兵，并打死其埃米尔努尔·阿合买提江·布格拉。根据艾哈迈德·凱末爾在他的书《土地不笑》第130-131页里所写的內容，努爾·阿合買提江·布格拉被回族士兵斩首，他的头颅更是在一场比赛中被当成足球踢。